# 藤明里
藤 明里（ふじ あり、1968年 - ）は、旅客機の機長、教官操縦士。旧・ジャルエクスプレス（JEX）に入社。2010年7月、日本国内で初めて、旅客機の女性機長となる。副操縦士の期間を合わせると11年にわたり飛行時間通算5,500時間あまりの実績を築いた。

## 略歴等
桐朋小学校、桐朋女子中学校・高等学校を経て、立教大学法学部を卒業。在日アメリカ軍横田基地の近くで育ち、旅客機の操縦に興味をいだいて航空大学校への進学を希望したが、出願規定にある身長の条件を満たさなかったことから受験を諦めたという。大学卒業後は働きながら資金を準備してアメリカ合衆国のパイロット養成学校にて操縦免許を得ると、帰国後は企業で勤務しながら、国内の操縦士免許を取得する。

### 副操縦士から機長に
こうして大学卒業から7年が経つころ、旧・ジャルエクスプレス（JEX、現・JAL）はパイロット採用方法を見直し、操縦士免許をすでに取った者にも入社試験を受けさせると発表。国内で初めてのチャンスであり、藤は試験に合格、訓練生として採用されたのは1999年（平成11年）である。
入社からまもなく副操縦士に昇進（2000年〈平成12年〉4月）、2005年（平成17年）頃から機長をめざして力を注ぐ。機長の認定審査の対象には社内規定で飛行時間3,000時間の達成が求められた。藤は入社からおよそ10年を費やすと、2010年（平成22年）7月2日、42歳で認定審査に合格。機長審査のフライトは、強風の荒天という悪条件のもと実施されたという。同年7月9日、大阪府池田市の大阪本社で藤が機長の辞令を受けると、日本国内で初めて女性が旅客機の機長に就任したのである。

### 教官操縦士に就任
藤は機長に就任後、600時間以上の飛行時間をこなし定期訓練で優秀な成績をあげると教官資格取得訓練に合格し、2015年（平成27年）8月、47歳でパイロットを指導する教官操縦士に就任、国内航空会社に勤める女性に道を開いたのである。また唯一の旅客運航の女性機長であり（2015年現在）、毎年3月3日には グランドスタッフ、整備士、給油関連、操縦室をふくむ乗務員ほか、運航に関わる担当者をほぼ全員女性で構成した「雛祭りフライト」便に必ず乗務してきた。

## 家族
夫の晶秀もパイロットで2010年時点では中国の航空会社の機長を務めている。